# Blatets
Blatets (Bulgaars: Блатец) is een dorp in Bulgarije. Het is gelegen in de gemeente Sliven, oblast Sliven. Het dorp ligt 18 km ten zuidoosten van de provinciehoofdstad Sliven en 262 km ten oosten van Sofia.

## Bevolking
In de eerste volkstelling van 1934 registreerde het dorp 1.585 inwoners. Dit aantal groeide tot een hoogtepunt van 1.653 inwoners in 1946. Sindsdien neemt het inwonersaantal af. Op 31 december 2019 telde het dorp 776 inwoners.
Van de 790 inwoners reageerden er 769 op de optionele volkstelling van 2011. Van deze 769 respondenten identificeerden 623 personen zichzelf als Bulgaren (81%), gevolgd door 140 etnische Roma (18,2%) en 6 Bulgaarse Turken (0,8%).
| Etnische samenstelling van de respondenten (2011) | Etnische samenstelling van de respondenten (2011) | Etnische samenstelling van de respondenten (2011) | Etnische samenstelling van de respondenten (2011) | Etnische samenstelling van de respondenten (2011) |
| ------------------------------------------------- | ------------------------------------------------- | ------------------------------------------------- | ------------------------------------------------- | ------------------------------------------------- |
|                                                   |                                                   |                                                   |                                                   |                                                   |
| Bulgaren                                          | Bulgaren                                          |                                                   | 81,0%                                             | 81,0%                                             |
| Turken                                            | Turken                                            |                                                   | 0,8%                                              | 0,8%                                              |
| Roma                                              | Roma                                              |                                                   | 18,2%                                             | 18,2%                                             |
| Anders/Onbekend                                   | Anders/Onbekend                                   |                                                   | 0,0%                                              | 0,0%                                              |

Van de 790 inwoners in februari 2011 werden geteld, waren er 139 jonger dan 15 jaar oud (17,6%), gevolgd door 437 personen tussen de 15-64 jaar oud (55,3%) en 214 personen van 65 jaar of ouder (27,1%).